# Mycoplasma capricolum
Mycoplasma capricolum (лат.) — вид бактерий рода Mycoplasma. Как и вся микоплазма, M. capricolum — мелкие микроорганизмы (0,3—0,8 мкм), не имеющие жёсткой клеточной стенки (в результате чего от внешней среды их отделяет лишь цитоплазматическая мембрана) и ярко выраженным полиморфизмом.
M. capricolum является возбудителем инфекционных заболеваний у домашних коз. Встречается также у овец и крупного рогатого скота.